# Laurenskerk (Kolhorn)
De Laurenskerk is een theaterkerk in het Noord-Hollandse dorp Kolhorn. Het gebouw heeft een status als rijksmonument en wordt gebruikt als cultureel centrum waar onder andere concerten, tentoonstellingen en dorpsbijeenkomsten plaatsvinden. 

## Geschiedenis
Het kerkgebouw stamt mogelijk uit de 15e eeuw, maar werd later gewijzigd met driezijdige sluiting en een noordelijke uitbouw. Na forse beschadiging bij de dorpsbrand van 15 september 1788 werd de kerk in 1791-1792 hersteld. De kerktoren bestaat uit een eenvoudige 19e-eeuwse toren met achtzijdige torenspits.
In de klokkenstoel hangt een luidklok met een diameter van 107 cm; de klok werd door Willam Butendiic gegoten in 1418. Het mechanisch torenuurwerk stamt uit circa 1780.
De kerk is niet meer in gebruik is voor religieuze doeleinden.

## Interieur
In de kerk bevindt zich een koperen doopboog en doopbekkenhouder (1792). Het eenklaviersorgel stamt uit ca. 1725. In 1810 is het ingrijpend verbouwd door J.G. Gerstenhauer. Het orgel stond eerst in de Lutherse Kerk in Purmerend, maar werd in 1892 overgeplaatst naar deze kerk. Hierbij werd de (onder)kas geheel verbouwd.

## Afbeeldingen

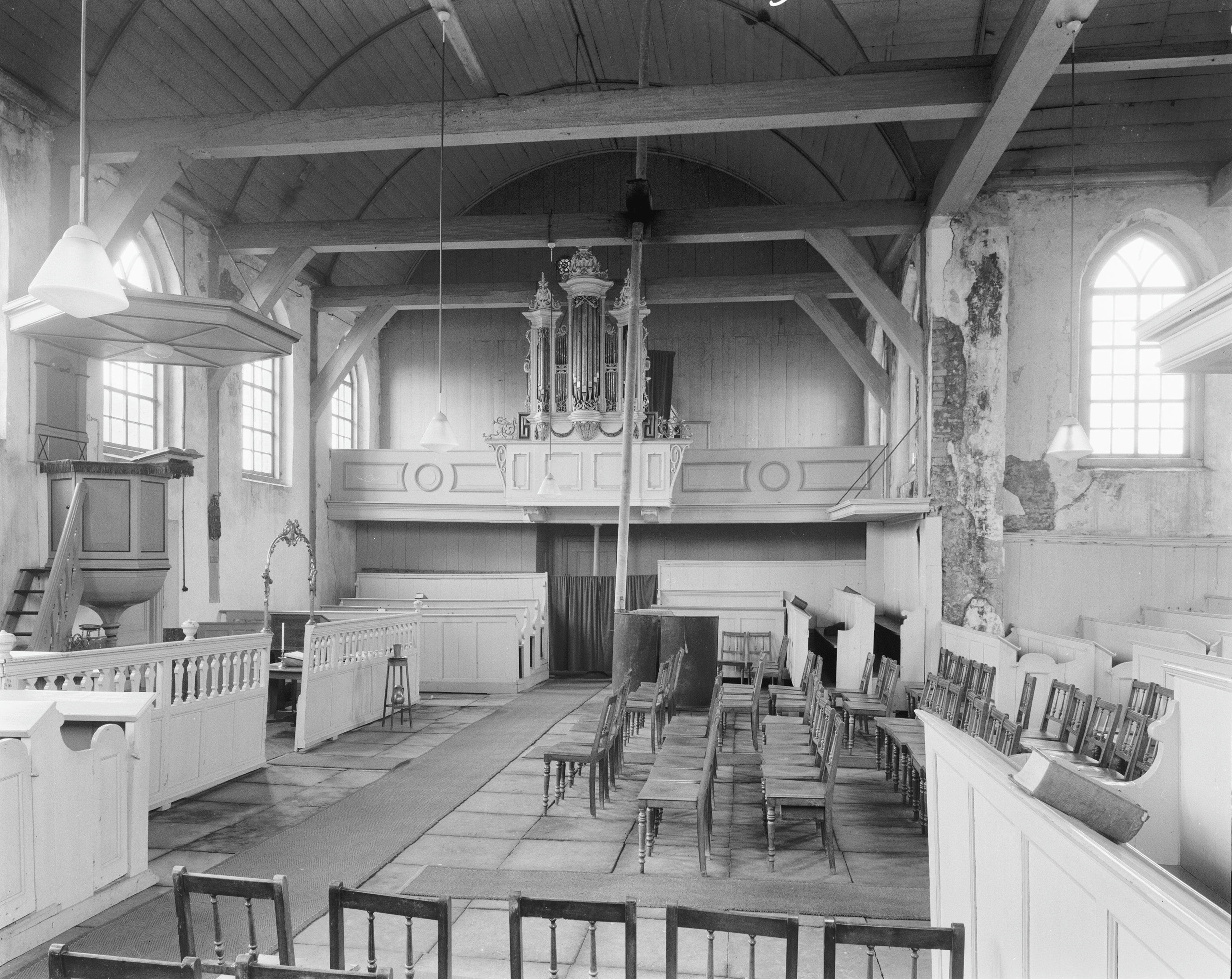
Interieur met kerkmeubilair (1964)
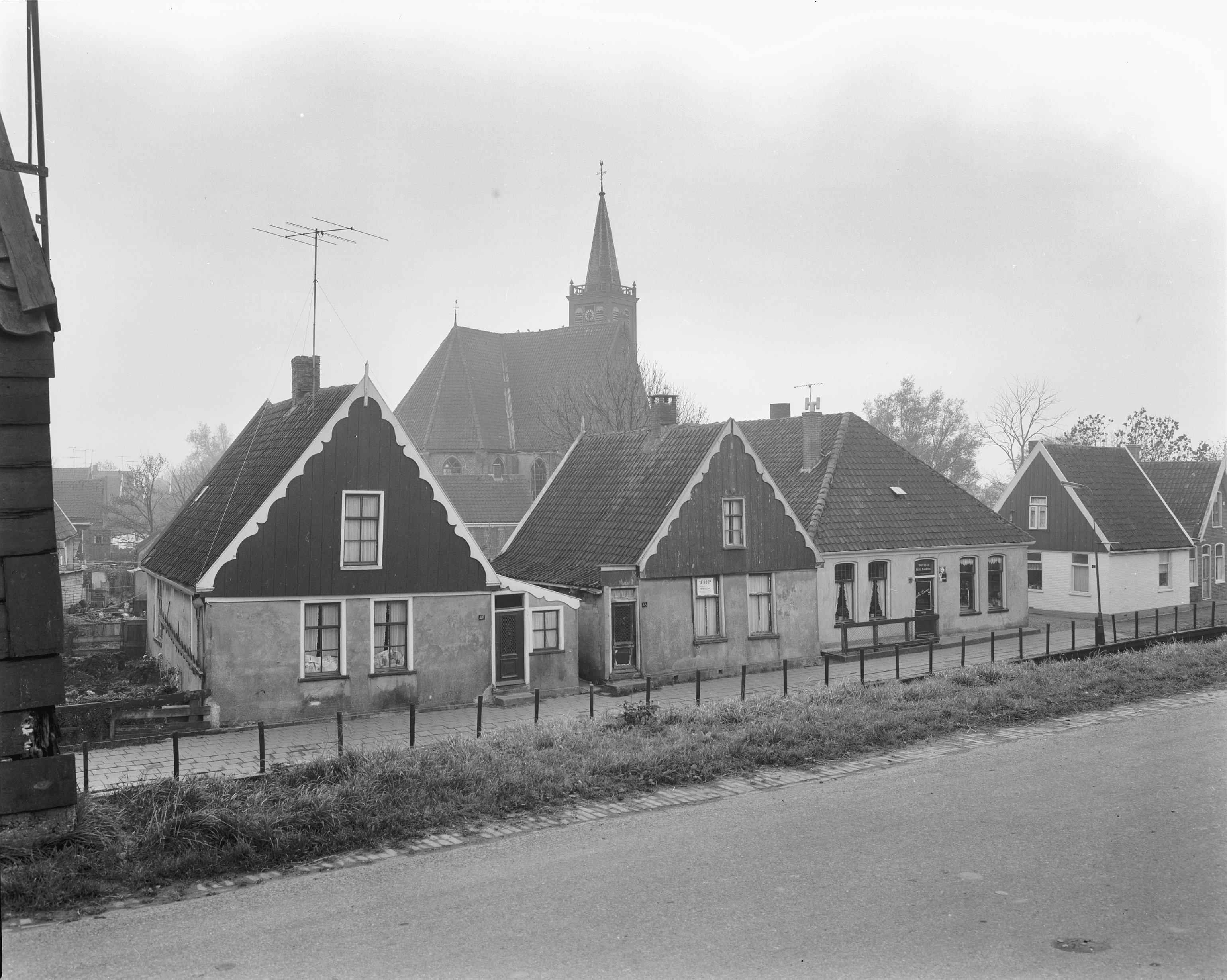
Dorpsgezicht met de kerk
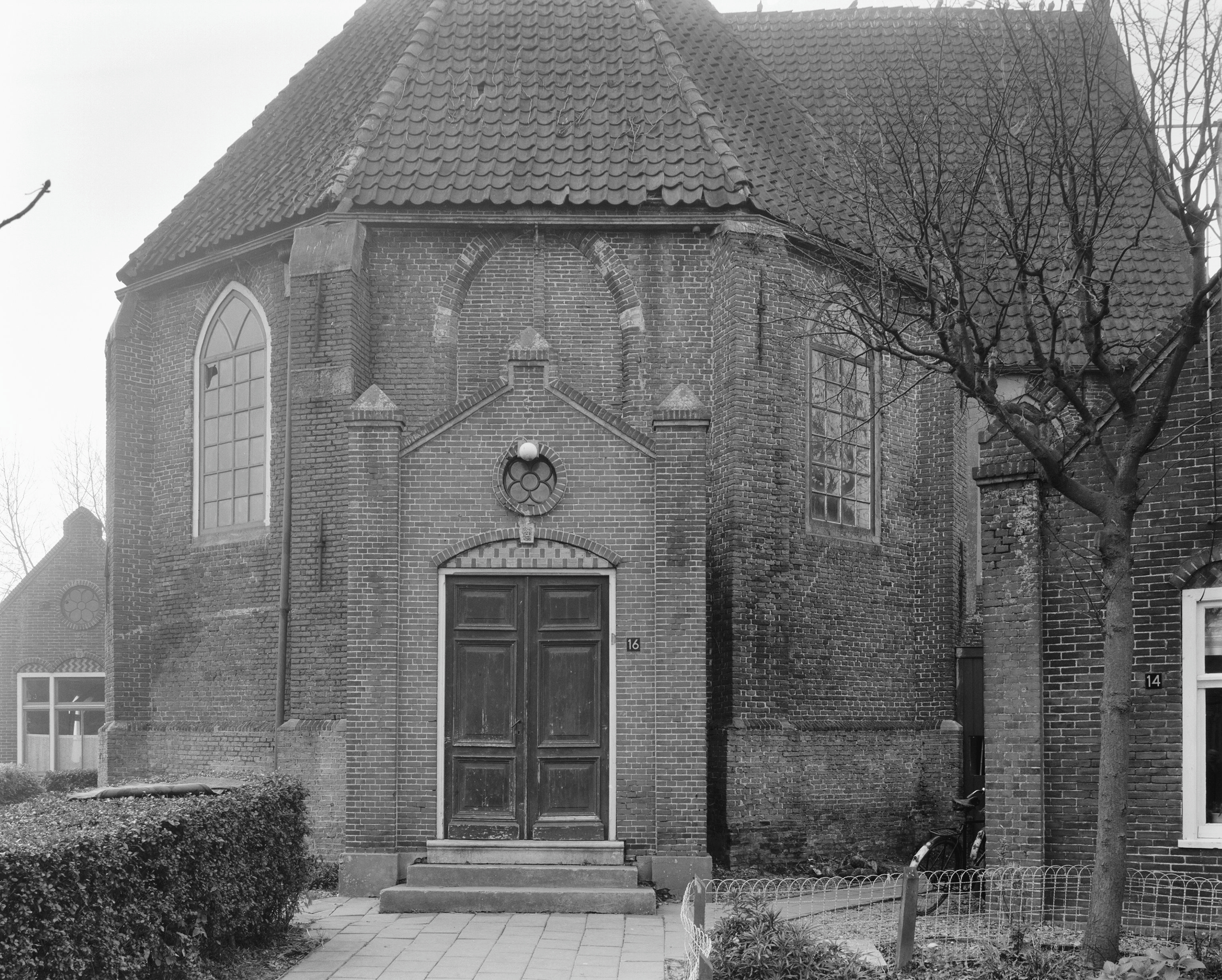
Koorsluiting